# Martin Pajos
Martin Pajos (* 15. September 1988) ist ein ehemaliger estnischer Biathlet.
Pajos bestritt seine ersten internationalen Rennen 2007 im Rahmen des IBU-Cups der Junioren. In Otepää wurden die Juniorenrennen im Crosslauf der Sommerbiathlon-Weltmeisterschaften 2007 zur ersten internationalen Meisterschaft, bei der der Este 17. im Sprint und 12. des Massenstartrennens wurde. Ein Jahr später startete er in Ruhpolding bei den Biathlon-Juniorenweltmeisterschaften 2008 und wurde 39. des Einzels, 45. des Sprints und 57. der Verfolgung. Wenig später lief er auch bei den Junioren-Rennen der Biathlon-Europameisterschaften 2008 in Nové Město na Moravě, wo er auf die Plätze 23 im Einzel, 52 im Sprint und 48 in der Verfolgung belegte. Bei der Junioren-WM 2009 in Canmore erreichte Pajos die Platzierungen 18 im Einzel, 51 im Sprint und 48 in der Verfolgung.
Seit 2009 startet Pajos bei den Männern im Leistungsbereich. Hier bestritt er seine ersten Rennen in Ridnaun und wurde 86. des Einzels und 105. des Sprints. 2011 erreichte er mit Rang 41 sein bislang bestes Resultat in der Rennserie und verpasste um nur einen Platz die Punkteränge. Bei den Biathlon-Europameisterschaften 2010 in Otepää kam er zu den ersten Einsätzen bei einer internationalen Meisterschaft im Leistungsbereich und wurde 58. des Sprints und 50. der Verfolgung.